# Пимонов, Арсений Моисеевич
Арсе́ний Моисе́евич Пи́монов (пол. Arseniusz Mojsiejewicz Pimonow, 2 марта 1863, село Белый Двор, около Браслава, Витебская губерния, Российская империя — 7 января 1939, Вильна, Польша) — польский общественный деятель, лидер польской общины старообрядцев, депутат Сейма III Созыва, сенатор от фракции Беспартийного блока сотрудничества с правительством, отец польского общественного деятеля Бориса Пимонова и поэтессы Ирины Ягминой.

## Биография
Родился в многодетной купеческой старообрядческой семье. Закончил церковную приходскую школу. В молодости занимался продажей древесины. С 1900 года проживал в Оренбурге, где занимался золотодобычей. В 1918 году возвратился в Польшу.
В 1925 году организовал съезд старообрядцев-беспоповцев в Вильне и последующие съезды в 1930 и 1936 годах. После 1926 года поддерживал отношения с польскими властями. В 1930 году по его инициативе виленский старообрядческий молельный дом Покрова Пресвятой Богородицы посетил президент Польши Игнацы Мосцицкий. Был избран депутатом Сейма III Созыва от виленского округа. В Сейме получил мандат в Сенат от фракции Беспартийного блока сотрудничества с правительством.
Скончался 7 января 1939 года и был похоронен на старообрядческом кладбище в Вильне.